# 유숙 (동해경왕)
동해경왕 유숙(東海頃王 劉肅, ? ~ 125년)은 후한 중기의 황족·제후왕으로, 동해왕이다. 사람됨이 겸손하고 검소하여 할아버지 공왕을 닮았었다.

## 생애
영원 14년(102년), 아버지 정왕의 뒤를 이어 동해왕에 봉해졌다.
영초 연간에 서강(西羌)이 난리를 일으키니 조정에 2천만 전을 헌납하였고, 원초 연간에 다시 비단 1만 필을 헌납하여 국고에 보탰다.
연광 4년(125년)에 죽어 시호를 경(頃)이라 하였고, 아들 유진이 작위를 이었다.

## 출전
- 범엽, 《후한서》 권4 효화효상제기·권42 광무십왕열전

| 선대 아버지 동해정왕 유정 | 후한의 동해왕 102년 - 125년 6월 병오일 | 후대 아들 동해효왕 유진 |